# Крестьянский крестовый поход
Крестьянский крестовый поход — первый этап Первого крестового похода, продлившийся около шести месяцев, с апреля по октябрь 1096 года. Выступившая в него армия простолюдинов во главе с Петром Амьенским, или Пустынником, и Вальтером «Голяком» была практически полностью разгромлена превосходящей по численности и хорошо вооружённой сельджукской армией Кылыч-Арслана I. Крестьянский крестовый поход известен также как Народный крестовый поход или Крестовый поход бедноты.

## Начало похода
Папа римский Урбан II рассчитывал, что Первый крестовый поход начнется 15 августа (Успение Богородицы) 1096 года, но толпы крестьян и обедневших рыцарей по собственному почину двинулись на Иерусалим за несколько месяцев до этого. В годы, предшествовавшие крестовому походу, Европу потрясли засуха и голод. Население обнищало, поэтому многим крестовый поход казался способом поправить финансовое положение. Кроме того, ряд природных явлений в 1095 году (лунное затмение, метеорный дождь и другие) были истолкованы как Божье благословение для похода. Идея крестового похода стала столь популярна, что в итоге, по разным источникам, в него отправилось от 100 до 300 тысяч человек, включая женщин и детей, в большинстве простолюдинов.
Духовным лидером движения стал монах Пётр Амьенский, прозванный Пустынником. Разъезжая в бедной одежде на осле, он проповедовал крестовый поход в Северной Франции и Фландрии. Множество людей верило в него как в Божьего пророка. Пётр утверждал, что проповедовать ему велено Христом, и показывал послание, якобы подтверждающее это. Большая часть армии, собранной им, представляла собой толпу неграмотных людей, преступников и отбросов общества, и они принимали любой крупный город за Иерусалим. Но в походе принимали участие и искренние паломники, не искавшие наживы, а желавшие угодить Богу.
Эти первые крестоносные толпы не взяли с собой ни припасов, ни обоза и не признавали никакой дисциплины. В авангарде армии, которым командовал Вальтер «Голяк», было всего восемь всадников. Крестоносцы двинулись на Восток, собирая по дороге милостыню, отмечая свой путь разбоями, воруя, насилуя и убивая.
Некоторые историки утверждали, что тем самым римско-католическая церковь намеренно спланировала и реализовала уничтожение «лишних ртов».  До Константинополя добралось не более половины крестоносцев.

## Избиение евреев
Первыми нападению крестоносной «бедноты» подверглись европейские евреи, хотя они платили огромные деньги епископам городов за защиту. Последователи Петра Амьенского устроили еврейские погромы в таких городах, как Руан и Кёльн — в этом городе и начался поход. Евреи в городе Майнце, увидев, что христиане не щадят даже детей, не останавливаются ни перед кем, совершили массовое самоубийство, перебив даже грудных младенцев. Той же участи не избежали и города Мозель, Трир, Шпайер и Вормс.

## Дальнейшие события
Первыми до Венгерского королевства добрался разрозненный отряд Вальтера Голяка. Венгерский король Кальман I Книжник, ожидая армию бедноты, выдвинул на границы войска. Кальман позволил крестоносцам пройти через свои владения и даже иногда обещал снабжать их продовольствием при условии соблюдения порядка и дисциплины. Но чешский князь Бржетислав II разгромил отряд графа Эмихо Лейнингенского, разорявший местность, и весть об этом дошла до остальных участников похода. Нарушив соглашение, неимущие стали заниматься своим обычным делом — грабежом. В результате стычки с венгерским войском от отряда осталось лишь несколько сотен человек, с трудом добравшихся до Константинополя. Позднее по этой же дороге прошли бедняки Петра Амьенского, соблюдая порядок и дисциплину.

## Константинополь
К осени 1096 года в Константинополе собралось около 180 тысяч человек. Это озлобленное и измученное долгим переходом «войско» крестоносцев становилось опасным для императора Византии Алексея Комнина. Вместо профессиональной армии Комнин увидел толпы голодранцев и расценил это как издёвку со стороны папы, понимая, что такие «воины» не способны сражаться с хорошо вооружёнными мусульманами. Необузданные паломники за несколько недель пребывания в Византии разграбили и спалили десятки домов, несколько дворцов, сотни купеческих лавок и даже церкви, хотя греческое население неустанно снабжало их продовольствием и давало приют, не разбегаясь при их появлении. Сначала Алексей уговаривал Пустынника подождать подхода рыцарей-крестоносцев в Малую Азию, но поведение пришельцев вынудило его поскорей отделаться от них.

## Конец похода
Византийский флот переправил христианское ополчение через Босфор, где они встали лагерем близ Цивитота. Дисциплиной «неимущие» не отличались, и вопреки советам Петра Пустынника крестьянские отряды стали самовольно разбредаться по сельджукским владениям. Самый многочисленный из них во главе с Рено де Бреем двинулся на Никею, столицу Сельджукского государства, по дороге захватив турецкую крепость Ксеригордон, охраняемую слабым и малочисленным гарнизоном. Но султан Кылыч-Арслан I отрезал крепость от источников воды, и вскоре ей пришлось сдаться. Потом султан послал шпионов в лагерь Цивитот для распространения слухов, что франки взяли Никею. Крестоносцы снялись и двинулись по никейской дороге. 21 октября они попали в засаду, устроенную турками в узкой долине между Никеей и селением Дракон, и были наголову разгромлены; около 25 тысяч крестьян-крестоносцев погибло. Останки Вальтера Голяка нашли позже. Сарацины всадили в него семь стрел. Петру Амьенскому удалось вернуться в Константинополь.